# The Navy Comes Through

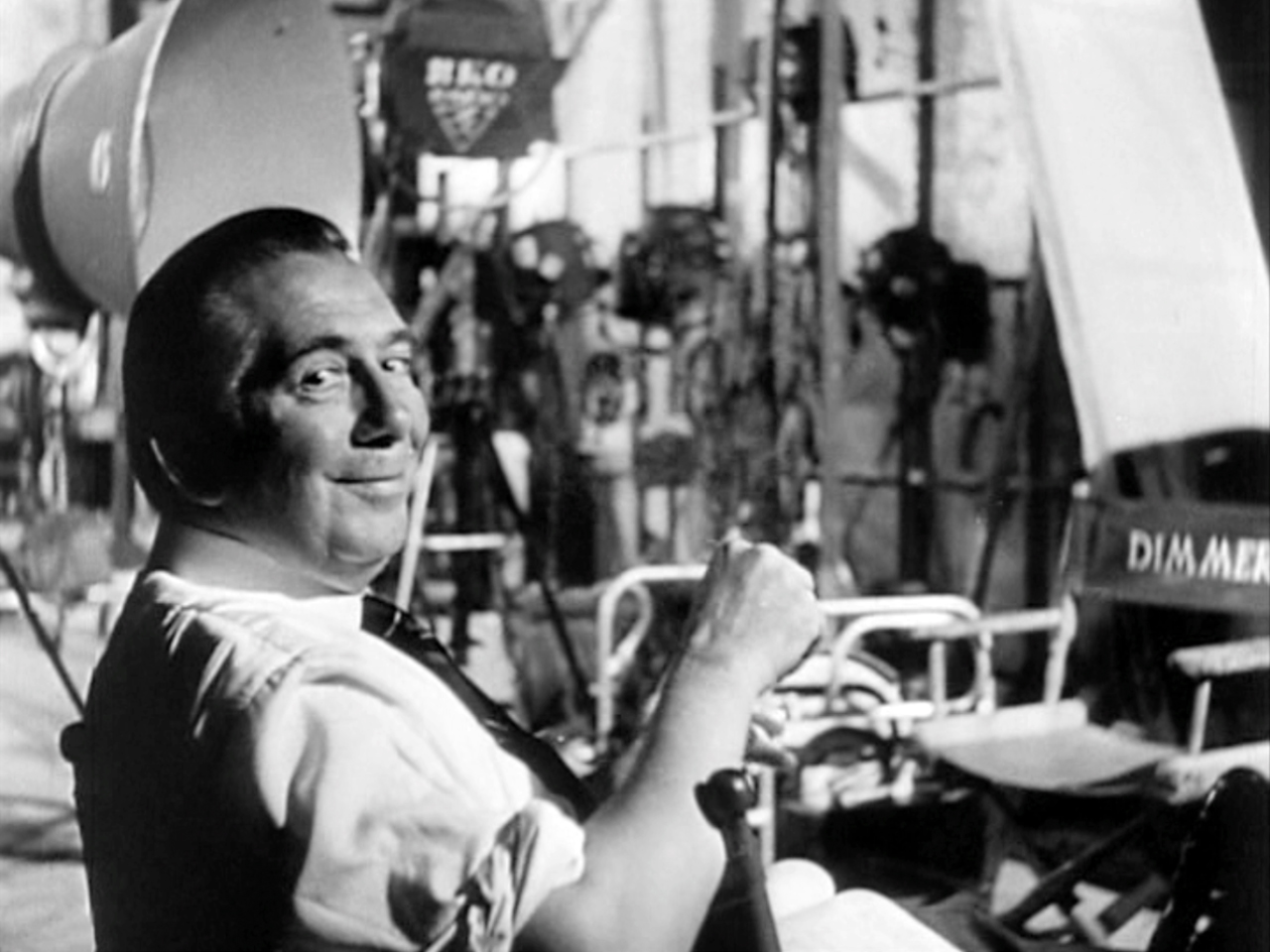
Ray Collins, na em cena de Citizen Kane, fez parte da trupe de Orson Welles, com quem trabalhou no rádio e no cinema por vários anos. No entanto, ele talvez seja mais lembrado pelo papel do tenente Arthur Tragg na telessérie Perry Mason Faleceu em 1965, vítima de enfisema.

The Navy Comes Through é um filme estadunidense de 1942, do gênero drama de guerra, dirigido por A. Edward Sutherland e estrelado por Pat O'Brien e George Murphy. Realizado em meio à Guerra e muito patriótico, o filme deu lucros de $542,000.
A Academia distinguiu a produção com uma indicação ao Oscar, na categoria Melhores Efeitos Visuais.

## Sinopse
Velho cargueiro despedaça bombardeiros nazistas, afunda submarinos e, quando se pensa que o Atlântico está livre de tais pestes, captura um navio de suprimentos e usa-o contra os inimigos, com efeitos devastadores. Entre um combate e outro, há tempo para uma história de amor do tipo casa-separa-casa-separa.

## Principais premiações
| Prêmio | Categoria                | Situação |
| ------ | ------------------------ | -------- |
| Oscar  | Melhores Efeitos Visuais | Indicado |

## Elenco
| Ator/Atriz    | Personagem            |
| ------------- | --------------------- |
| Pat O'Brien   | Mike Mallory          |
| George Murphy | Tenente Tom Sands     |
| Jane Wyatt    | Myra Mallory          |
| Jackie Cooper | Babe Duttson          |
| Carl Esmond   | Dutch Kroner          |
| Max Barer     | Coxswain G. Berringer |
| Desi Arnaz    | Pat Tarriba           |
| Ray Collins   | Capitão McCall        |
| Lee Bonnell   | Kovac                 |
| Frank Jenks   | Sampier               |
| John Maguire  | James Bayless         |
| Frank Fenton  | Hodum                 |
| Joey Ray      | James Dennis          |
| Marten Lamont | Doutor Murray         |